# Minshu Ongaku Kyōkai

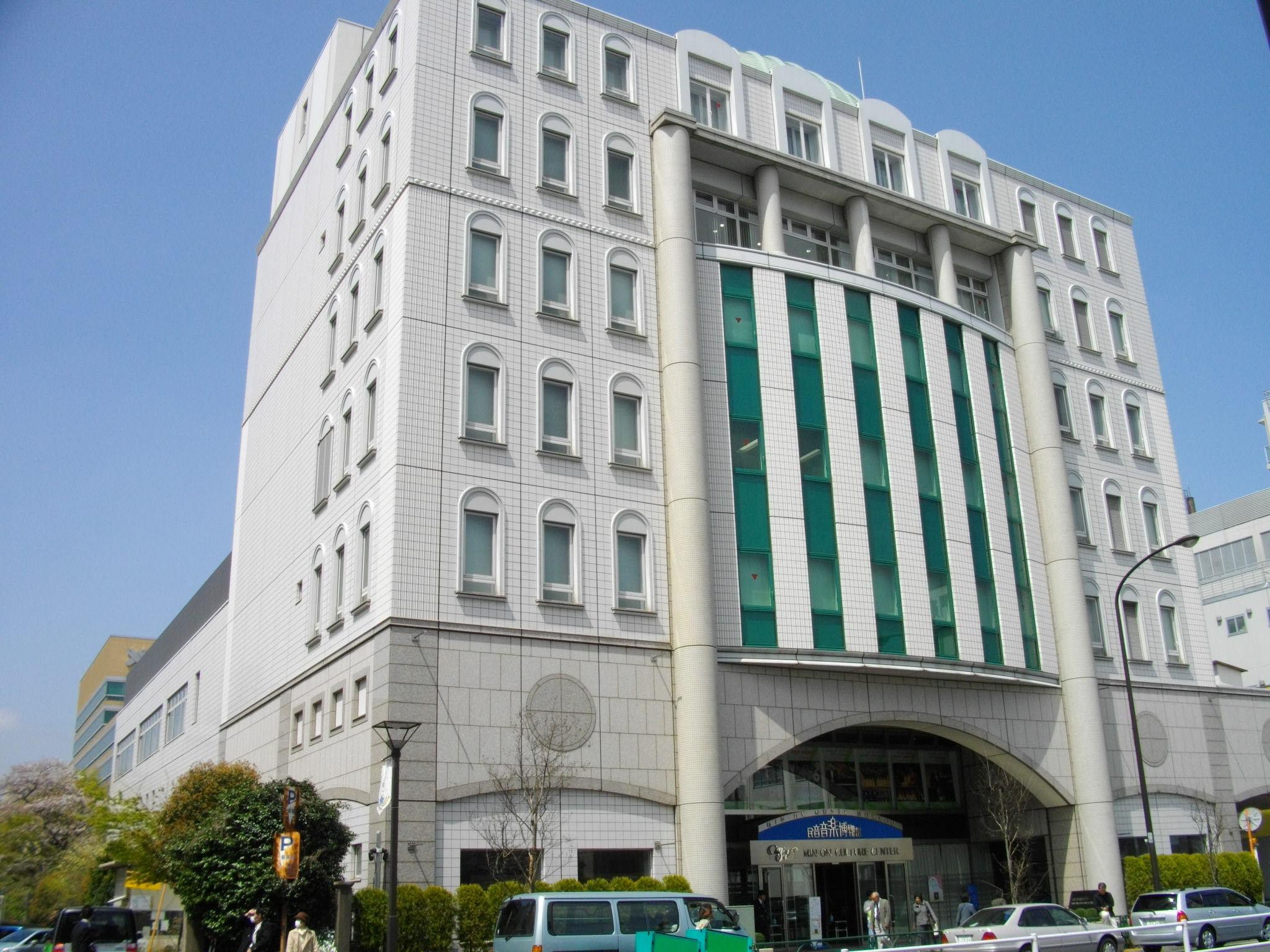
Hauptverwaltung der Min'on in Shinjuku, Tokio

Minshu Ongaku Kyōkai (jap. 一般財団法人民主音楽協会, Ippan Zaidan Hōjin Minshu Ongaku Kyōkai, dt. etwa „Reguläre rechtsfähige Stiftung Gesellschaft für Volksmusik“, kurz: Min’on) ist eine japanische Besucherorganisation für Musik, die am 18. Oktober 1963 von der buddhistischen Religionsgemeinschaft Sōka Gakkai auf Betreiben ihres Ehrenpräsidenten Daisaku Ikeda ins Leben gerufen wurde. Sie widmet sich der Förderung der Musik und der Förderung des Austausches zwischen den Kulturen durch die Musik. Die Besucherorganisation hat ihren Hauptsitz im „Min'on-Kulturzentrum“ in Tokio, Stadtbezirk Shinjuku. Sie besitzt nach eigenen Angaben gegenwärtig rund eine Million Mitglieder. Die Minshu Ongaku Kyōkai veranstaltet ca. 1100 Konzerte jährlich. Die gegenwärtigen Direktoren der Organisation sind: Koji Ikoma, Toshiyuki Yasuma, Hisao Kondo und Kazuto Ito.
Neben den Konzerten veranstaltet die Min’on verschiedene Musikwettbewerbe. Dazu gehört seit Juli 1967 ein Dirigentenwettbewerb, der Tokyo International Music Competition for Conducting, der erste seiner Art. Weiterhin werden ein Wettbewerb für Choreographie, Gesang und Kammermusik abgehalten. Von 1969 bis 1994 organisierte sie darüber hinaus ein jährliches Festival für zeitgenössische Musik.